# 市橋俊介
市橋 俊介（いちはし しゅんすけ）は日本の漫画家。2019年6月現在、地方で農業を営みながら、週刊SPA!にて「ぼっちぼち村」を連載していたが休載中。2019年７月２日発売の同雑誌にて連載開始予定。

## 経歴
1990年代にデビューしたものの、連載打ち切りや掲載誌の相次ぐ休刊を経験してきた。
　峰なゆかの『アラサーちゃん』と同時に『アラだらけ君』というギャグ四コマ漫画を連載することになったが、間もなく打ち切り。
　しかし、連載を持っていた週刊誌の編集部から（もともと憧れていた）田舎での自給自足生活を漫画にしたらと提案され、自分の農業体験を週刊誌の連載漫画で綴るために2013年から東京から山梨の田舎に移住し、畑つきの築200年の古民家で田舎暮らしスタートさせた。
（その後、高原（野辺山）や限界集落にも移転し、結婚して南アルプスを望める一軒家に引っ越した）
　日刊SPA!で再び市橋の漫画『ぼっち村』（たったひとりで始めた移住だったことから）連載開始。
　『ぼっち村』はその後、『ぼっちぼち村』と名を変えた。

## 作品リスト
- ぼっち村
- ぼっち村 ②（電子版限定）
- ぼっち村 ③（電子版限定）
- ぼっちぼち村
- アラだらけ君
- ブラック企業川柳　残業代出たら年収一千万
- 敗北DNA
- 漫画家失格
- テルオとマサル

### 出展
http://fum2.jp/5289/空き家をさがして三千里。この「田舎暮らし実録マンガ」がすごい
| スタブアイコン | サブスタブ | この項目は、まだ閲覧者の調べものの参照としては役立たない、漫画家・漫画原作者に関連した書きかけの項目です。この項目を加筆・訂正などしてくださる協力者を求めています（P:漫画/PJ:漫画家）。 |